# 599755 Alcarras
599755 Alcarras este o planetă minoră (asteroid) din centura de asteroizi. A fost descoperită pe 4 noiembrie 2010 la  de  și a fost numită după Alcarràs. 
Obiectul prezintă o orbită caracterizată de o semiaxă mare de 3,163302104222 UAi, o excentricitate de 0,10831727579646, o înclinație de 12,435388163004 ° în raport cu ecliptica.